# Franopol (sielsowiet Kniahinin)
Franopol – dawny folwark. Tereny, na których był położony leżą obecnie na Białorusi, w obwodzie mińskim, w rejonie miadzielskim, w sielsowiecie Kniahinin.

## Historia
W czasach zaborów folwark w gminie Wołkołata, w powiecie wilejskim, w guberni wileńskiej Imperium Rosyjskiego.
W latach 1921–1945 folwark leżał w Polsce, w województwie wileńskim, w powiecie wilejskim, w gminie Krzywicze.
Według Powszechnego Spisu Ludności z 1921 roku zamieszkiwało tu 12 osób, wszystkie były wyznania rzymskokatolickiego i zadeklarowały polską przynależność narodową. Były tu 2 budynki mieszkalne. W 1931 w 2 domach zamieszkiwało 12 osób.
Wierni należeli do parafii rzymskokatolickiej w Krzywiczach i prawosławnej w Kniahininie. Miejscowość podlegała pod Sąd Grodzki w Krzywicze i Okręgowy w Wilnie; właściwy urząd pocztowy mieścił się w Krzywiczach.
W wyniku napaści ZSRR na Polskę we wrześniu 1939 miejscowość znalazła się pod okupacją sowiecką. 2 listopada została włączona do Białoruskiej SRR. Od czerwca 1941 roku pod okupacją niemiecką. W 1944 miejscowość została ponownie zajęta przez wojska sowieckie i włączona do Białoruskiej SRR.